# Godfrey Walusimbi
Godfrey Walusimbi (Kampala, 3 luglio 1989) è un ex calciatore ugandese, di ruolo difensore.

## Carriera

### Club
Il 31 luglio 2019 viene acquistato a titolo definitivo dalla squadra albanese del Vllaznia.

### Nazionale
Con la nazionale ugandese ha preso parte alla Coppa delle Nazioni Africane nel 2017 e nel 2019.

## Palmarès

### Club

#### Competizioni nazionali
- Coppa d'Uganda: 1

Villa: 2009